# 青山高原

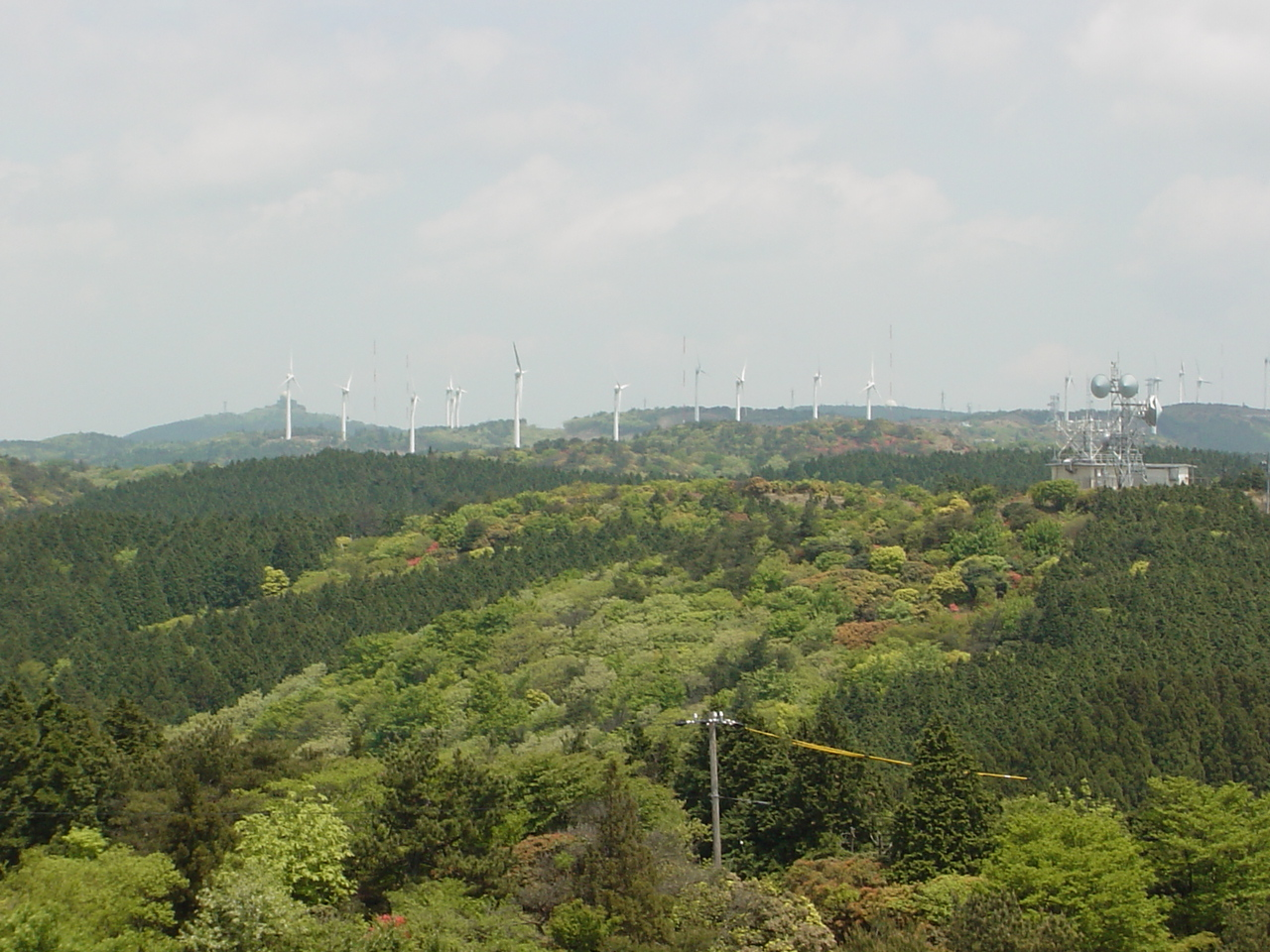
青山高原

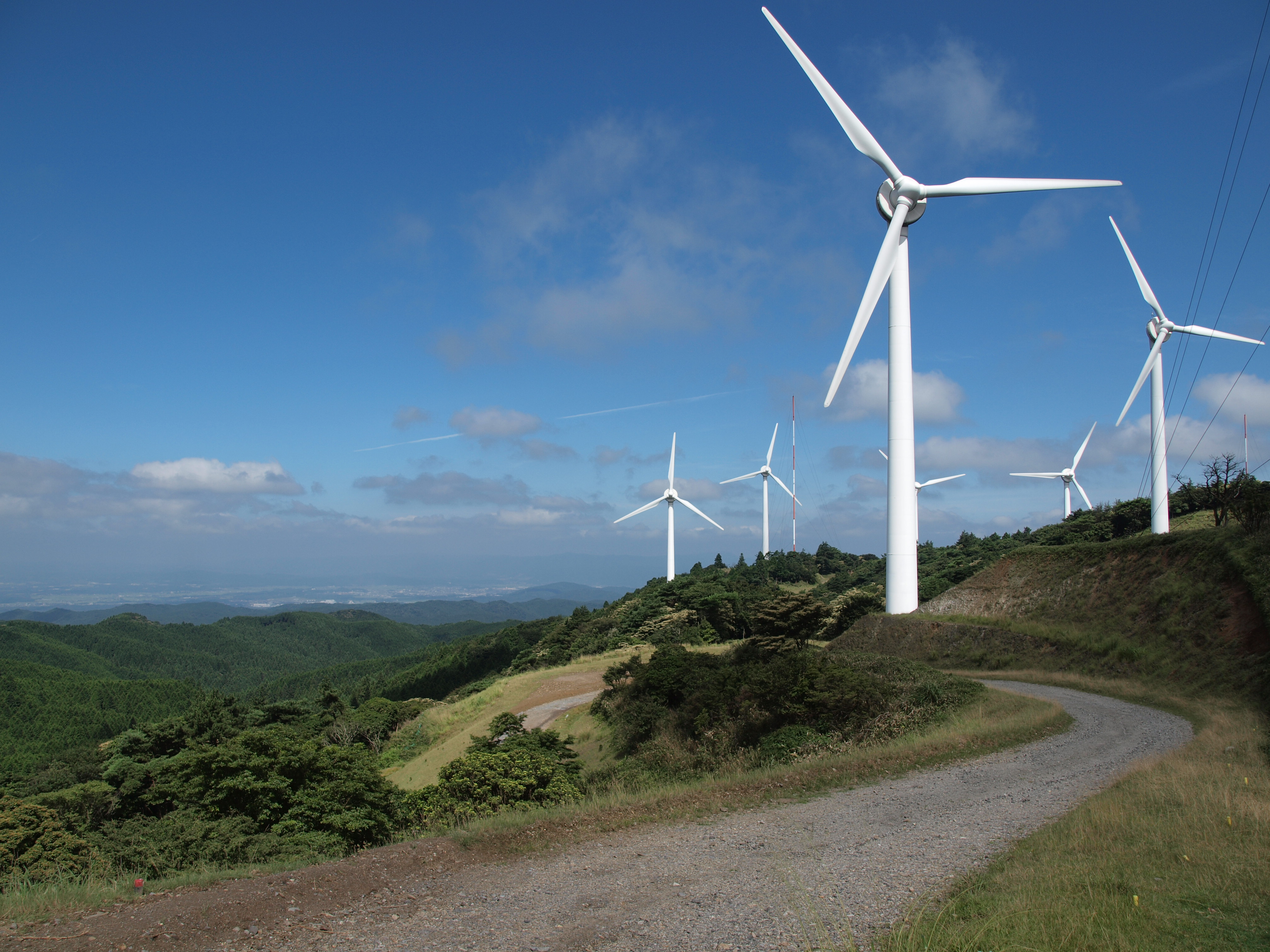
頂上付近から伊賀盆地を望む

青山高原（あおやまこうげん）は、布引山地の一部で三重県伊賀市東部から三重県津市西部にかけて広がる高原。標高は高いところで800m程度である。2020年（令和2年）の観光入込客数は244,800人。

## 概要
室生赤目青山国定公園の東部に位置し、布引山地の主峰笠取山から南北約10kmにわたって広がる。高原からは伊勢湾を見渡すことが出来る。
一帯には青山高原保健休養地が整備されており、キャンプ場（青山高原保健休養地キャンプ場）があるほか、アクティビティとしてバーベキューハウス、公園、プール、テニスコートなどがある。ハイキングのみならずドライブ・ツーリングに最適であり、また四季折々の草木や冬期の樹氷など、四季の移ろいを年中楽しめる高原である。
青山高原は若狭湾から琵琶湖をとおり伊勢湾まで抜ける風の通り道になっており、年間平均風速約7m/sの安定した風を得られる環境にある。それを利用して高原全体に風車（風力発電機）が91基建設されている。内訳は新青山高原風力発電所40基/80,000kW 及び青山高原風力発電所20基/15,000kW 、ウインドパーク久居榊原2基/3,000kW、ウインドパーク美里8基/16,000kW、ウインドパーク笠取19基/38,000kWであり、合計最大出力は152,000kWで風力発電施設としては日本最大規模を誇る。

## アクセス

### 鉄道
- 近鉄大阪線 西青山駅または東青山駅下車徒歩。（近鉄東青山駅からは登山道が延びている）

※ なお、高原南部の施設「メナード青山リゾート」の東方（津市側）直線約2.8kmの地点にJR名松線の伊勢鎌倉駅があるが最短距離での道はなく、こちらからくる場合は桜峠を迂回しなければならない。（メナード青山リゾートへのアクセス）